# 明石町駅
明石町駅（あかしちょうえき）は、北海道夕張市鹿島明石町にあった三菱石炭鉱業大夕張鉄道線の駅（廃駅）である。大夕張鉄道線の路線短縮に伴い1973年に廃止された。三菱大夕張炭鉱の炭鉱住宅街の南端に位置し、大夕張炭山駅との間に通勤列車が運行された。また付近にあった夕張東高校の高校生や、夕張岳の登山者の利用もあった。

## 歴史
- 1945年（昭和20年）5月6日：食料増産のため、農場前臨時乗降場として開業。
- 1946年（昭和21年）2月1日：第1農場前臨時乗降場と改称。
- 1950年（昭和25年）11月1日：通勤者輸送のため、駅に昇格。明石町駅に改称し旅客荷物貨物の社内取扱開始。
- 1953年（昭和28年）5月11日：連絡運輸取扱開始。
- 1958年（昭和33年）11月4日：乗降場地下道完成。
- 1962年（昭和37年）12月2日：手小配達及小口扱取扱廃止。
- 1963年（昭和38年）10月14日：明石町駅 - 大夕張炭山駅間通勤列車廃止。
- 1965年（昭和40年）12月24日：駅業務委託。ホームに運転室設置。
- 1973年（昭和48年）12月16日：南大夕張駅 - 大夕張炭山駅間廃止に伴い廃駅。

## 駅構造
島式ホーム1面2線を有する地上駅であった。ホームは駅舎より高い位置にあり、1958年（昭和33年）に地下通路が建設された。

## 駅周辺
- 美鉄バス「明石町」停留所
- 夕張警察署明石警察官駐在所（明石町交番）

いずれも駅前にあった。

## 現状
路線廃止後も当駅付近はある程度鉄道の痕跡が見られ、駅舎も残されていた。駅舎は夕張シューパロダムの建設に伴い1998年に大夕張地区住民が全戸移転した時も存在していたが、1999年5月に解体された。ホーム跡や地下通路はその後も残っていたが、2014年3月、駅跡地は夕張シューパロダムの試験湛水開始によりすべて水没した。当駅の跡地は、付け替えられた国道452号線からシューパロ湖を渡って鹿島白金、夕張岳方面に向かう白銀橋のたもとの南側付近にあり、渇水期の夏場にはホーム跡や地下通路の遺構が姿を現す。2020年9月6日、当駅跡のほか、当駅千年町駅方の旭沢橋梁、南大夕張駅方の明石沢橋梁、サイクリングロードに転用されていた線路敷など鉄道の旧施設、国道452号線旧道、建物の跡など渇水期に出現する大夕張の遺構を見学する無料の散策イベントが初めて開かれた。

## 隣の駅
三菱石炭鉱業
大夕張鉄道線
南大夕張駅 - （臨）農場前駅 - シューパロ湖駅 - 明石町駅 - 千年町駅